# Ртутьтрититан
Ртутьтритита́н — неорганическое соединение, интерметаллид титана и ртути с формулой Ti3Hg, кристаллы.

## Получение
- Сплавление стехиометрических количеств чистых веществ:

{\displaystyle {\mathsf {Hg+3\;Ti\ {\xrightarrow {T}}\ Ti_{3}Hg}}}

## Физические свойства
Ртутьтрититан образует кристаллы кубической сингонии, пространственная группа F d3m, параметры ячейки a = 0,51888 нм, Z = 1, структура типа силицида тримеди Cu3Si.
Соединение разлагается при температуре >600 °C.